# Сольвар, Руслан Николаевич
Руслан Николаевич Сольвар (род. 12 мая 1971, пгт. Песчанка, Винницкая область) — депутат Верховной рады Украины VII и VIII созыва.

## Биография
Родился 12 мая 1971 года. В 1988 году окончил школу, в 1989 году поступил в Винницкое профессионально-техническое училище № 7, на специальность «газоэлектросварка».
Учился в Киевском национальном экономическом университете по специальности «финансы и кредит» и закончил его в 1999 году.
Сменил несколько мест работы. Стал одним из сооснователей частной компании по трансферу зерна.
Избирался депутатом Верховной Рады Украины в 2012 и 2014 годах.